# Emin Öncel
Emin Öncel (* 1. Mai 1997 in Adıyaman) ist ein türkischer Leichtathlet, der sich auf den Speerwurf spezialisiert hat.

## Sportliche Laufbahn
Erste internationale Erfahrungen sammelte Emin Öncel im Jahr 2013, als er beim Europäischen Olympischen Jugendfestival (EYOF) in Utrecht mit einer Weite von 68,50 m die Goldmedaille mit dem 700-g-Speer gewann. Im Jahr darauf nahm er an den Olympischen Jugendspielen in Nanjing teil und belegte dort mit 69,28 m den sechsten Platz. 2015 erreichte er bei den Junioreneuropameisterschaften in Eskilstuna mit 69,58 m Rang zwölf und wurde anschließend bei den Balkan-Meisterschaften in Pitești mit 68,13 m Achter. Im Jahr darauf gewann er bei den U23-Mittelmeer-Meisterschaften in Tunis mit 73,90 m die Bronzemedaille hinter dem Spanier Nicolás Quijera und Paraskevas Batzavalis aus Griechenland. Anschließend gelangte er bei den U20-Weltmeisterschaften in Bydgoszcz mit 75,20 m Rang vier. 2017 wurde er bei den Islamic Solidarity Games in Baku mit 75,42 m Vierter und anschließend belegte er bei den U23-Europameisterschaften in Bydgoszcz mit 76,54 m Rang sechs. Daraufhin nahm er an der Sommer-Universiade in Taipeh teil, verpasste dort aber mit 71,65 m den Finaleinzug. Im Jahr darauf gewann er bei den U23-Mittelmeer-Meisterschaften in Jesolo mit 74,36 m die Silbermedaille hinter dem Spanier Manu Quijera und bei den Mittelmeerspielen in Tarragona wurde er mit einem Wurf auf 71,85 m Vierter. 2019 erreichte er bei den U23-Europameisterschaften in Gävle mit 71,70 m Rang zehn und 2021 gelangte er bei den Balkan-Meisterschaften in Smederevo mit 75,41 m auf den vierten Platz. Im Jahr darauf startete er erneut bei den Mittelmeerspielen in Oran und belegte dort mit 73,95 m den sechsten Platz, ehe er bei den Europameisterschaften in München mit 68,97 m den Finaleinzug verpasste.
2023 wurde er bei der 1. Liga der Team-Europameisterschaft im Rahmen der Europaspiele in Chorzów mit 74,18 m Neunter, ehe er bei den World University Games in Chengdu mit 72,49 m den siebten Platz belegte. Im Jahr darauf gewann er bei den Balkan-Meisterschaften in Izmir mit 74,42 m die Silbermedaille hinter dem Moldauer Andrian Mardare.
In den Jahren 2019 sowie von 2021 bis 2023 wurde Öncel türkischer Meister im Speerwurf.